# Ai (musikgrupp)
Ai var en svensk popgrupp som främst uppmärksammades för sin medverkan i Melodifestivalen 1999 med låten Bilder av dig av Stephan Berg. Låten slutade på en niondeplats och fick högst poäng av juryn i Örebro som ville ha den som vinnare. Gruppens namn betyder kärlek på japanska.

## Medlemmar
- Malin Holmgren
- Helena Hellqvist
- Josefine Sundström
- Anna Suatan
- Claudia Unda

## Diskografi

### Album
- 1999 - Ai

### Singlar
- 1999 - Bilder av dig
- 1999 - In Rain And Sunshine / Visions Of You
- 1999 - When The Rain Is Falling Down
- 1999 - I Want You / Everytime I Close My Eyes